# Leijgraaf
Le Leijgraaf, également orthographié Leigraaf, est une rivière néerlandaise dans l'Est de la province du Brabant-Septentrional. Elle a une longueur d'environ 21 kilomètres.

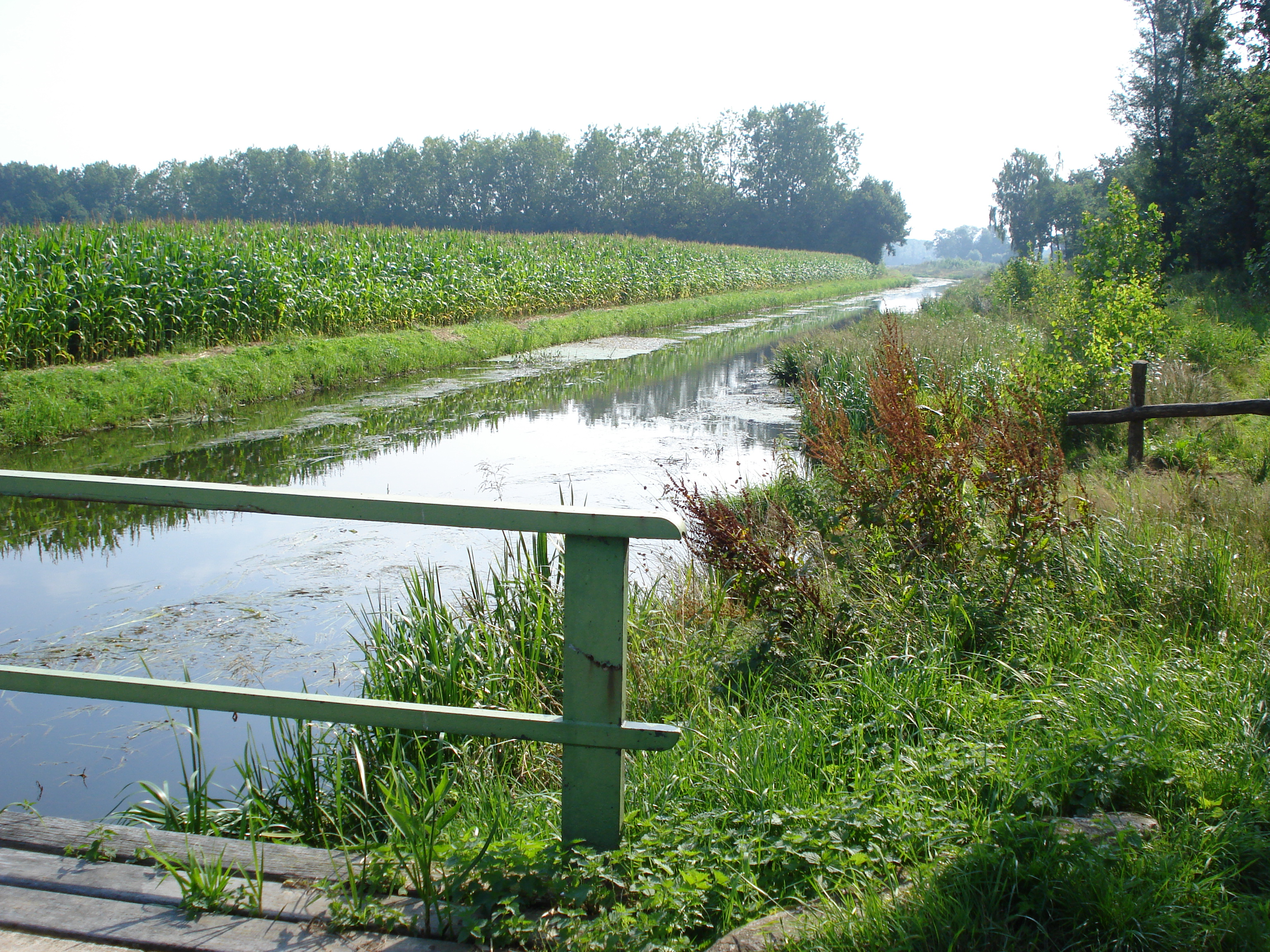
Leigraaf à hauteur de Vorstenbosch

## Cours
La source du Leijgraaf se trouve près de Boucle dans la région naturelle du Peel dans l'est du Brabant-Septentrional. La direction de son cours est globalement nord-nord-ouest. La rivière traverse les communes de Boucle, d'Uden, de Bernheze et de Saint-Michel-Gestel. Près de Middelrode elle se jette dans l'Aa. Les deux rives sont reliées par 29 ponts.
Le Leijgraaf naît d'un croisement de plusieurs petits ruisseaux et fossés. La largeur au confluent avec l'Aa est d'environ 10 mètres. La dénivellation entre la source (à 12,80 m NAP) et le confluent (à 5,10 m NAP) est de 7,70 mètres.

## Canalisation et retour à la nature

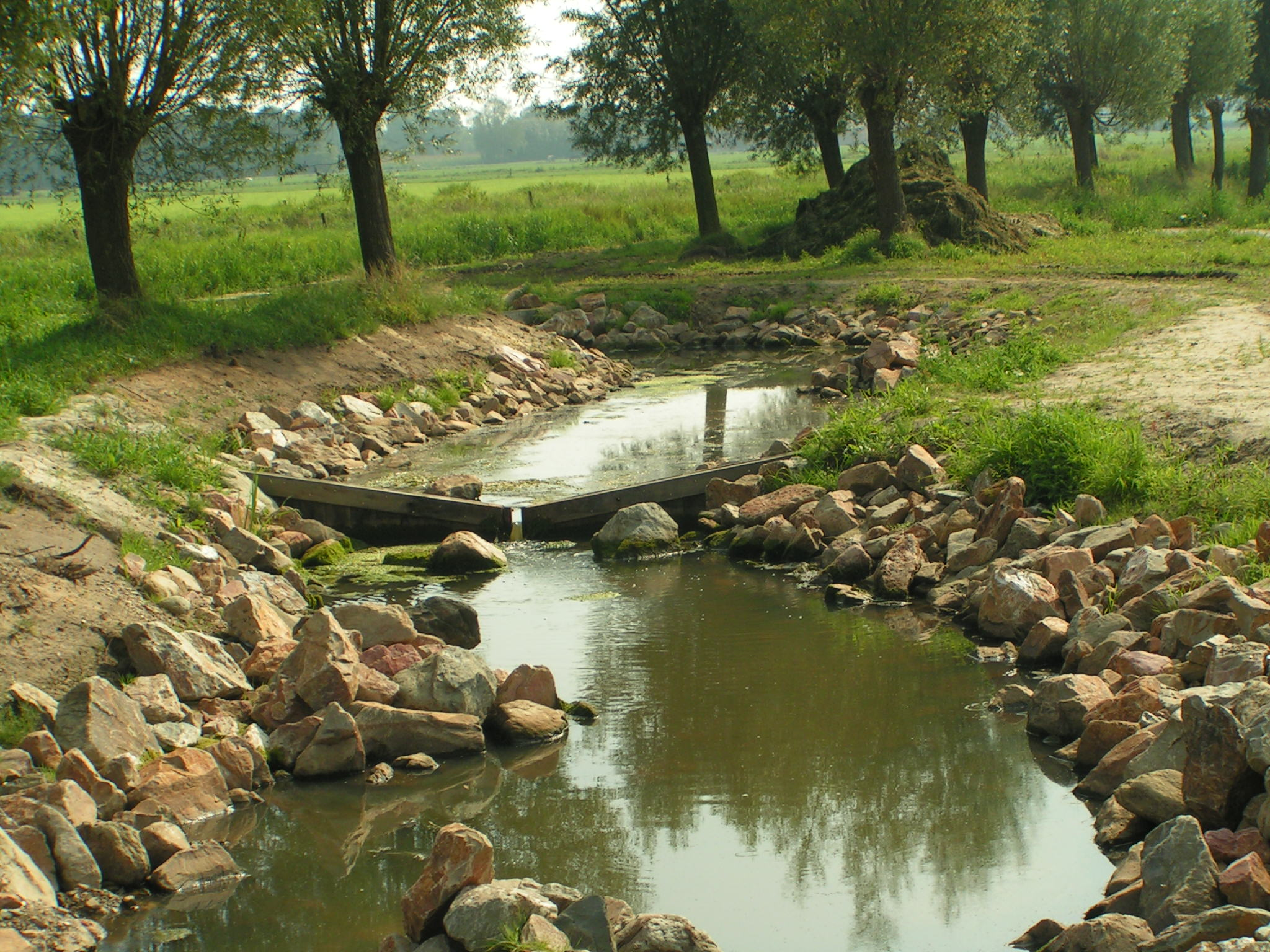
Passe à poissons dans le Leijgraaf

Dans les années 1950 et 1960 principalement, le Leijgraaf a été fortement canalisé. Jusqu'à nos jours, son cours est caractérisé par le nombre de tronçons rectilignes. Depuis quelques années, l'Agence de l'Eau d'Aa et Meuse (nl:waterschap Aa en Maas) s'efforce à rendre les rives et le cours de la rivière plus écologiques. Près des seuils, des passes à poissons ont été réalisées. Le principal objectif de ces travaux est d'agrandir l'habitat des poissons et des amphibiens.

## Source
- (nl) Cet article est partiellement ou en totalité issu de l’article de Wikipédia en néerlandais intitulé « Leijgraaf » (voir la liste des auteurs).